# Rally Costa Brava de 2006
El Rally Costa Brava de 2006 fue la 54.ª edición y la novena ronda de la temporada 2006 del Campeonato de España de Rally. Se celebró del 20 al 21 de octubre.

## Clasificación final
| Pos. | Piloto                          | Copiloto             | Coche                      | Tiempo    | Diff.   |
| ---- | ------------------------------- | -------------------- | -------------------------- | --------- | ------- |
| 1.   | Dani Solà                       | Xavier Amigo         | Citroën C2 S1600           | 1:51:05.2 | 0.0     |
| 2.   | Alberto Hevia                   | Alberto Iglesias     | Peugeot 206 S1600          | 1:52:31.1 | +1:25.9 |
| 3.   | Josep María Membrado            | Jordi Vilamala       | Mitsubishi Lancer Evo IX   | 1:53:17.0 | +2:11.8 |
| 4.   | Pedro Burgo                     | Marcos Burgo         | Mitsubishi Lancer Evo IX   | 1:53:25.2 | +2:20.0 |
| 5.   | David Colldecarrera             | Xavier Lozano        | Mitsubishi Lancer Evo IX   | 1:54:23.1 | +3:17.9 |
| 6.   | Alberto Orriols                 | Lluis Pujolar        | Subaru Impreza STi Spec C  | 1:54:48.7 | +3:43.5 |
| 7.   | Jorge Antonio González "Rantur" | Alex Cid             | Mitsubishi Lancer Evo IX   | 1:54:53.1 | +3:47.9 |
| 8.   | José Francisco Suárez           | Mario Jesús Quintero | Mitsubishi Lancer Evo VIII | 1:56:59.5 | +5:54.3 |
| 9.   | Alejandro Rodríguez             | Irene Serrano        | Citroën C2 GT              | 1:58:34.4 | +7:29.2 |
| 10.  | Josep Sola                      | Robert Izquierdo     | Renault Clio Sport         | 1:58:35.3 | +7:30.1 |